# Temporada 2009-2010 del Vila-real CF
La Temporada 2009-2010 del Vila-real CF va ser la 88a des de la fundació del club, i la 12ª participació en la Lliga, la màxima categoria del futbol espanyol.

## Plantilla
Els futbolistes que formen la plantilla 2009-2010 del Vila-real Club de Futbol són els següents:
| N. | Pos. | Nac. | Jugador                           |
| -- | ---- | --- | --------------------------------- |
| 1  | POR  | [[Fitxer:Flag of Spain.svg\|23x15px\|border \|alt=Espanya\|link=Selecció de futbol d'Espanya\|{{#if:\|]]                        | Xavi Oliva                        |
| 2  | DEF  | [[Fitxer:Flag of Argentina.svg\|23x15px\|border \|alt=Argentina\|link=Selecció de futbol de l'Argentina\|{{#if:\|]]             | Gonzalo Rodríguez (Tercer Capità) |
| 4  | DEF  | [[Fitxer:Flag of Uruguay.svg\|23x15px\|border \|alt=Uruguai\|link=Selecció de futbol de l'Uruguai\|{{#if:\|]]                   | Diego Godín                       |
| 5  | DEF  | [[Fitxer:Flag of Spain.svg\|23x15px\|border \|alt=Espanya\|link=Selecció de futbol d'Espanya\|{{#if:\|]]                        | Joan Capdevila i Méndez           |
| 6  | MIG  | [[Fitxer:Flag of Uruguay.svg\|23x15px\|border \|alt=Uruguai\|link=Selecció de futbol de l'Uruguai\|{{#if:\|]]                   | Sebastián Eguren                  |
| 7  | MIG  | [[Fitxer:Flag of France (1794–1815, 1830–1974).svg\|23x15px\|border \|alt=França\|link=Selecció de futbol de França\|{{#if:\|]] | Robert Pirès                      |
| 8  | MIG  | [[Fitxer:Flag of Spain.svg\|23x15px\|border \|alt=Espanya\|link=Selecció de futbol d'Espanya\|{{#if:\|]]                        | Santi Cazorla                     |
| 9  | DAV  | [[Fitxer:Flag of Spain.svg\|23x15px\|border \|alt=Espanya\|link=Selecció de futbol d'Espanya\|{{#if:\|]]                        | Joseba Llorente                   |
| 10 | MIG  | [[Fitxer:Flag of Spain.svg\|23x15px\|border \|alt=Espanya\|link=Selecció de futbol d'Espanya\|{{#if:\|]]                        | Cani                              |
| 11 | MIG  | [[Fitxer:Flag of Argentina.svg\|23x15px\|border \|alt=Argentina\|link=Selecció de futbol de l'Argentina\|{{#if:\|]]             | Ariel Ibagaza                     |
| 12 | DAV  | [[Fitxer:Flag of Brazil.svg\|23x15px\|border \|alt=Brasil\|link=Selecció de futbol del Brasil\|{{#if:\|]]                       | Nilmar                            |
| 13 | POR  | [[Fitxer:Flag of Spain.svg\|23x15px\|border \|alt=Espanya\|link=Selecció de futbol d'Espanya\|{{#if:\|]]                        | Diego López                       |

| N. | Pos. | Nac. | Jugador                      |
| -- | ---- | --- | ---------------------------- |
| 14 | MIG  | [[Fitxer:Flag of Spain.svg\|23x15px\|border \|alt=Espanya\|link=Selecció de futbol d'Espanya\|{{#if:\|]]            | David Fuster                 |
| 15 | DEF  | [[Fitxer:Flag of Argentina.svg\|23x15px\|border \|alt=Argentina\|link=Selecció de futbol de l'Argentina\|{{#if:\|]] | Fabricio Fuentes             |
| 17 | DEF  | [[Fitxer:Flag of Spain.svg\|23x15px\|border \|alt=Espanya\|link=Selecció de futbol d'Espanya\|{{#if:\|]]            | Javi Venta (Segon Capità)    |
| 18 | DEF  | [[Fitxer:Flag of Spain.svg\|23x15px\|border \|alt=Espanya\|link=Selecció de futbol d'Espanya\|{{#if:\|]]            | Ángel                        |
| 19 | MIG  | [[Fitxer:Flag of Spain.svg\|23x15px\|border \|alt=Espanya\|link=Selecció de futbol d'Espanya\|{{#if:\|]]            | Marcos Senna (Primer Capità) |
| 20 | DEF  | [[Fitxer:Flag of Spain.svg\|23x15px\|border \|alt=Espanya\|link=Selecció de futbol d'Espanya\|{{#if:\|]]            | Marcano                      |
| 21 | MIG  | [[Fitxer:Flag of Spain.svg\|23x15px\|border \|alt=Espanya\|link=Selecció de futbol d'Espanya\|{{#if:\|]]            | Bruno                        |
| 22 | DAV  | [[Fitxer:Flag of Italy.svg\|23x15px\|border \|alt=Itàlia\|link=Selecció de futbol d'Itàlia\|{{#if:\|]]              | Giuseppe Rossi               |
| 23 | DAV  | [[Fitxer:Flag of Spain.svg\|23x15px\|border \|alt=Espanya\|link=Selecció de futbol d'Espanya\|{{#if:\|]]            | Jonathan Pereira             |
| 24 | MIG  | [[Fitxer:Flag of Argentina.svg\|23x15px\|border \|alt=Argentina\|link=Selecció de futbol de l'Argentina\|{{#if:\|]] | Escudero                     |
| 26 | POR  | [[Fitxer:Flag of Spain.svg\|23x15px\|border \|alt=Espanya\|link=Selecció de futbol d'Espanya\|{{#if:\|]]            | Juan Carlos                  |

Els equips espanyols estan limitats a tenir en la plantilla un màxim de tres jugadors sense passaport de la Unió Europea. La llista inclou només la principal nacionalitat de cada jugador; alguns jugadors no europeus tenen doble nacionalitat d'algun país de la UE.
- Entrenador:  Ernesto Valverde
- Segon entrenador:  Jon Aspiazu

## Mercat d'estiu
Altes:
| N. | Pos. | Nac. | Jugador                                    |
| -- | ---- | --- | ------------------------------------------ |
| —  | MIG  | [[Fitxer:Flag of Ecuador.svg\|23x15px\|border \|alt=Equador\|link=Selecció de futbol de l'Equador\|{{#if:\|]] | Jefferson Montero (del Dorados de Sinaloa) |
| —  | MIG  | [[Fitxer:Flag of Brazil.svg\|23x15px\|border \|alt=Brasil\|link=Selecció de futbol del Brasil\|{{#if:\|]]     | Tiago Dutra (del Gremio Porto Alegre)      |
| —  | MIG  | [[Fitxer:Flag of Brazil.svg\|23x15px\|border \|alt=Brasil\|link=Selecció de futbol del Brasil\|{{#if:\|]]     | Bruno Renan (del Gremio Porto Alegre)      |
| —  | POR  | [[Fitxer:Flag of Spain.svg\|23x15px\|border \|alt=Espanya\|link=Selecció de futbol d'Espanya\|{{#if:\|]]      | Xavi Oliva (del CE Castelló)               |
| —  | DEF  | [[Fitxer:Flag of Spain.svg\|23x15px\|border \|alt=Espanya\|link=Selecció de futbol d'Espanya\|{{#if:\|]]      | Marcano (del Racing de Santander)          |
| —  | DAV  | [[Fitxer:Flag of Brazil.svg\|23x15px\|border \|alt=Brasil\|link=Selecció de futbol del Brasil\|{{#if:\|]]     | Nilmar (del Internacional de Porto Alegre) |

Baixes:
| N. | Pos. | Nac. | Jugador                           |
| -- | ---- | --- | --------------------------------- |
| —  | DAV  | [[Fitxer:Flag of Mexico.svg\|23x15px\|border \|alt=Mèxic\|link=Selecció de futbol de Mèxic\|{{#if:\|]]                                      | Guille Franco (al América FC)     |
| —  | DEF  | [[Fitxer:Flag of France (1794–1815, 1830–1974).svg\|23x15px\|border \|alt=França\|link=Selecció de futbol de França\|{{#if:\|]]             | Pascal Cygan                      |
| —  | POR  | [[Fitxer:Flag of Uruguay.svg\|23x15px\|border \|alt=Uruguai\|link=Selecció de futbol de l'Uruguai\|{{#if:\|]]                               | Sebastián Viera                   |
| —  | DAV  | [[Fitxer:Flag of Turkey.svg\|23x15px\|border \|alt=Turquia\|link=Selecció de futbol de Turquia\|{{#if:\|]]                                  | Nihat Kahveci (al Besiktas JK)    |
| —  | MIG  | [[Fitxer:Flag of Chile.svg\|23x15px\|border \|alt=Xile\|link=Selecció de futbol de Xile\|{{#if:\|]]                                         | Matías Fernández (al Sporting CP) |
| —  | DEF  | [[Fitxer:Flag of Spain.svg\|23x15px\|border \|alt=Espanya\|link=Selecció de futbol d'Espanya\|{{#if:\|]]                                    | César Arzo (al Reial Valladolid)  |
| —  | MIG  | [[Fitxer:Flag of Spain.svg\|23x15px\|border \|alt=Espanya\|link=Selecció de futbol d'Espanya\|{{#if:\|]]                                    | Marquitos (al Reial Valladolid)   |
| —  | MIG  | [[Fitxer:Flag of Spain.svg\|23x15px\|border \|alt=Espanya\|link=Selecció de futbol d'Espanya\|{{#if:\|]]                                    | Jordi Pablo (al Màlaga CF)        |
| —  | DAV  | [[Fitxer:Flag of Argentina.svg\|23x15px\|border \|alt=Argentina\|link=Selecció de futbol de l'Argentina\|{{#if:\|]]                         | Marco Ruben (al Vila-real B)      |
| —  | DAV  | [[Fitxer:Flag of the United States.svg\|23x15px\|border \|alt=Estats Units d'Amèrica\|link=Selecció de futbol dels Estats Units\|{{#if:\|]] | Altidore (cedit al Hull City)     |

| Stage |

- del 15 de juliol fins al 25 de juliol pretemporada en Torremirona, a la localitat gironesa de Navata.

| Pretemporada |

- 29 de juliol: Navata - Vila-real CF (0-27) disputat a Navata.
- 22 de juliol: Vilamalla - Vila-real CF (0-10) disputat a Vilamalla
- 2 d'agost: Girondins Bordeaux - Vila-real CF (2-0) disputat a Royan a França.
- 7 d'agost: Juventus 1-4 Vila-real CF disputat a Salern (Itàlia)
- 9 d'agost: Club Polideportivo Cacereño 1-2 Vila-real CF disputat a Càceres
- 13 d'agost: Vila-real CF 1-2 Genoa disputat al Madrigal, a Vila-real amb motiu del Trofeu de la Ceràmica.
- 15 d'agost: Gimnàstic de Tarragona 0-3 Vila-real CF disputat al Nou Estadi de Tarragona.
- 23 d'agost: Real Valladolid 1-1 Vila-real CF disputat a l'Estadi José Zorrilla, a Valladolid amb motiu del Trofeu Ciutat de Valladolid.